# Makrem Ayed
Makrem Ayed –en árabe, مكرم عياد– (nacido el 10 de septiembre de 1973) es un deportista tunecino que compitió en judo. Ganó una medalla en los Juegos Panafricanos de 1999, y cuatro medallas en el Campeonato Africano de Judo entre los años 1996 y 2004.

## Palmarés internacional
| Juegos Panafricanos | Juegos Panafricanos       | Juegos Panafricanos | Juegos Panafricanos |
| Año                 | Lugar                     | Medalla             | Categoría           |
| ------------------- | ------------------------- | ------------------- | ------------------- |
| 1999                | Johannesburgo (Sudáfrica) | Medalla de oro      | –60 kg              |
| Campeonato Africano |                           |                     |                     |
| Año                 | Lugar                     | Medalla             | Categoría           |
| 1996                | Sudáfrica (Sudáfrica)     | Medalla de oro      | –60 kg              |
| 2000                | Argel (Argelia)           | Medalla de bronce   | –66 kg              |
| 2002                | El Cairo (Egipto)         | Medalla de plata    | –60 kg              |
| 2004                | Túnez (Túnez)             | Medalla de plata    | –60 kg              |